# بریگاد جوانان کمونیست انقلابی
بریگاد جوانان کمونیست انقلابی - که ابتدا با نام «بریگاد آتیک» و سپس مدتی با نام «بریگادهای دانشجویی انقلابی» شناخته می‌شد، سازمان جوانان حزب کمونیست انقلابی آمریکا است.
معروفترین عضو تاریخ این سازمان گریگوری لی جانسون بود که به جرم به آتش کشیدن پرچم آمریکا دستگیر شد و این پرونده را به دادگاه عالی برد. پروندهٔ او بسیار مشهور شد و با نام «تگزاس علیه جانسون» شناخته می‌شد.